# Crime à Saint-Affrique
Série Crime à...
Crime dans l'Hérault
(2020) Crime à Biot
(2021)
Pour plus de détails, voir Fiche technique et Distribution.
Crime à Saint-Affrique ou Crime dans le Larzac est un téléfilm franco-belge réalisé par Marwen Abdallah et diffusé en 2020 sur France 3 et en Belgique sur La Une.
Le téléfilm est une coproduction de Paradis Films, de France Télévisions, de Be-Films et de la RTBF (télévision belge). 

## Synopsis
Pierre Loiseau, un éleveur et grand propriétaire de Saint-Affrique, a été assassiné. De nombreux suspects sont au rendez-vous pour la police : la petite amie, l'ex-femme, un petit paysan ruiné du coin, un groupe d'antispécistes. La lieutenante Caroline Martinez, le capitaine Charles Jouanic et la vice-procureure Élisabeth Richard vont devoir infiltrer la commune de l'Aveyron afin de tenter de trouver la vérité.

## Fiche technique
- Titre original : Crime à Saint-Affrique / Crime dans le Larzac
- Réalisation : Marwen Abdallah
- Scénario : Jean Falculete, Frédéric Faurt
- Producteurs : Éric Heumann, Maurice Kantor
- Sociétés de production : Paradis Films, France Télévisions, Be-Films, RTBF[1]
- Pays d'origine :  France,  Belgique
- Langue : Français
- Durée : 90 minutes
- Genre : Policier
- Premières diffusions
  -  Belgique : le 13 octobre 2020 sur La Une
  -  Suisse  le 4 décembre 2020 sur RTS Un
  -  France : le 6 février 2021 sur France 3

## Distribution
- Florence Pernel : Élisabeth Richard, vice-procureure
- Guillaume Cramoisan : Capitaine Charles Jouanic
- Lola Dewaere : Lieutenant Caroline Martinez
- Bernard Yerlès : Raphaël Berthelot, proviseur du lycée
- Stéphane Guillon : Docteur Alain Rougemont
- Xavier Lemaître : Pierre Loiseau
- Agnès Blanchot : Catherine Loiseau
- Loïs Vial : Clément Loiseau
- Robin Barde : Bertrand Loiseau
- Ilona Bachelier : Barbara Louvain
- Nolwenn Moreau : Mathilde Louvain
- Éric Savin : Richard Louvain
- Pascal Miralles : René Jouve
- Patrice Tepasso : Antoine Pantalache, éco-garde
- Constance Labbé : Hélène Martineau
- Julien Crampon : Mickaël Hamon
- Quentin Gratias : Loïc Genty
- Matthieu Burnel : Jérôme Leclerc
- Ludovic Berthillot : Robert Pinquier
- Philippe Van Den Bergh : Le curé
- Peter Herve : Jeune homme dragueur dans la rue

## Tournage
Le téléfilm a été tourné à Saint-Affrique du mardi 18 février au vendredi 13 mars 2020[réf. nécessaire].

## Musique
La Musique additionnelle pendant le match de rugby n'est pas créditée au générique, il s'agit de "Rock and Roll Part 2", à peine réorchestrée, interprétée à l'origine par le chanteur anglais Gary Glitter, en 1972.[réf. nécessaire]